# Брюи, Этьен
Этьен Юсташ Брюи (фр. Étienne Eustache Bruix; 17 июля 1759, Фор-Либерте — 18 марта 1805, Париж) — французский флотоводец, вице-адмирал (с 13 марта 1799 года), морской министр Франции времён Директории (с 27 апреля 1798 года по 4 марта 1799 года), генеральный инспектор берегов Океана (с 6 июля 1804 года).

## Биография
В молодости участвовал в войне за Независимость США и побывал в 3-х сражениях адмирала де Грасса с Роднеем. За отличную службу во время войны был назначен командиром фрегата.
Перед Великой французской революцией был членом Морской академии и был уволен в отставку, как дворянин, но вскоре опять принят на службу. Во время Великой французской революции назначен начальником штаба при адмирале Морар-де-Галле и в 1796 году участвовал в неудачной десантной экспедиции в Ирландию.
В 1798 году получил чин контр-адмирала, а затем был назначен морским министром.
В марте 1799 года, оставаясь министром, Брюи принял в Бресте командование флотом из 25 кораблей. Прорвав блокаду, Брюи прошёл в Средиземное море, принял в Тулоне запасы, снабдил армию Массены, запертую в Генуе, соединился с испанским флотом из 16-и кораблей в Кадисе и Картахене и в августе прибыл обратно в Брест.
В 1803 году Наполеон, назначил Брюи командующим флотом, собранным в портах Северного моря, для переброски армии на берега Англии. Вынужденный, из-за болезни, сдать командование флотом, Брюи отправился в Париж, где и умер в марте 1805 года.

## Награды
- Легионер ордена Почётного легиона (11 декабря 1803 года);
- Командир 13-й когорты ордена Почётного легиона (14 июня 1804 года);
- Великий офицер ордена Почётного легиона (14 июня 1804 года);
- Знак Большого Орла ордена Почётного легиона (2 февраля 1805 года).